# Gafanhoto-soldado

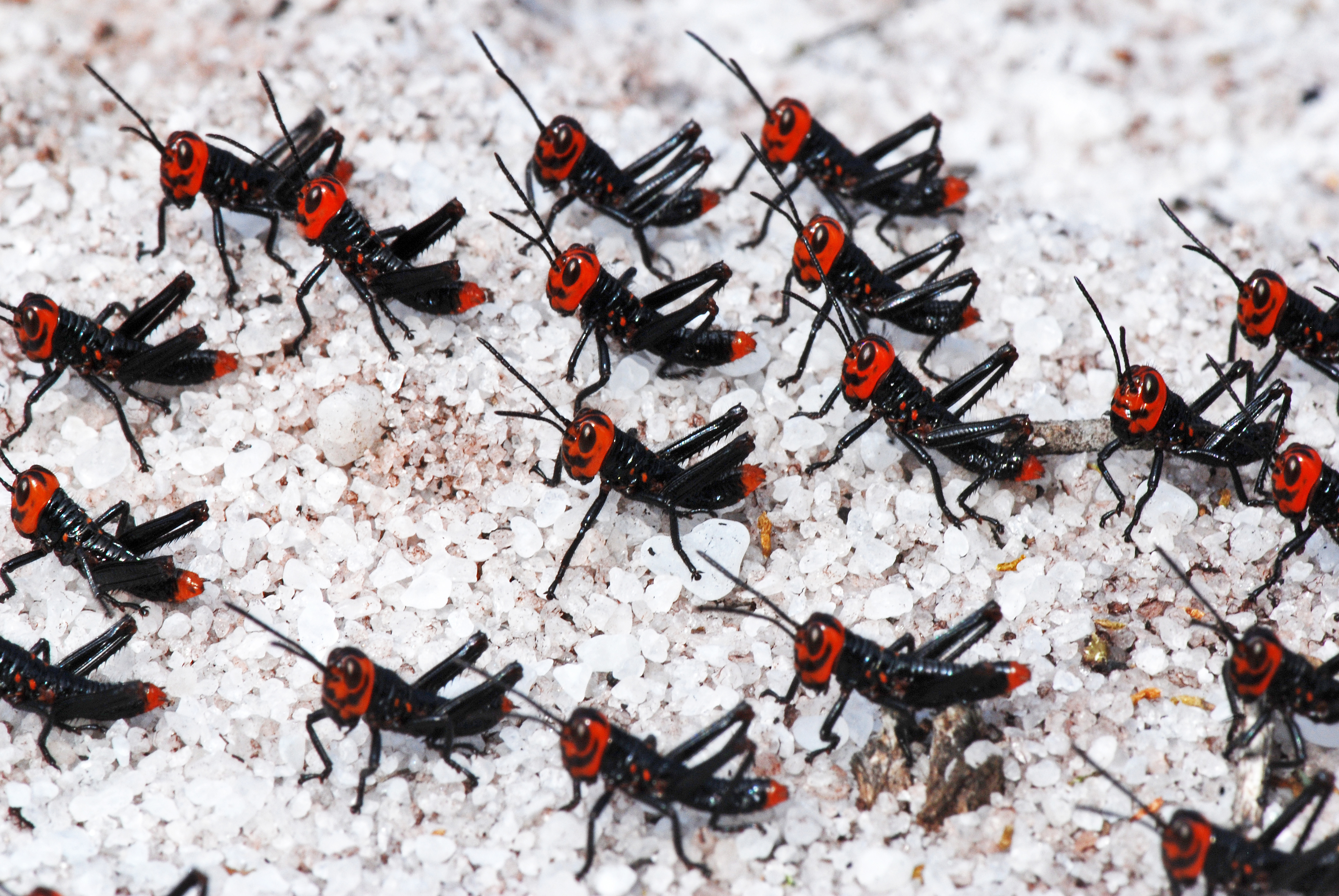
Ninfas de gafanhoto

O gafanhoto-soldado (Chromacris speciosa) é um gafanhoto de ampla distribuição no Brasil, América do Sul e Central. Os adultos de tais insetos apresentam coloração verde e amarela, e as ninfas são negras com debruados vermelhos. Também são conhecidos pelos nomes de gafanhoto-bandeira, gafanhoto-menor, soldadinho e soldado.